# Господарський сеймик
Господа́рський се́ймик (пол. Sejmik gospodarczy) — підвид реляційного сеймику, який був консультативним органом на якому шляхта давала згоду на нові місцеві податки, контролювали видатки, обирала збирачів податків, давала згоду на ректрутацію повітового війська і обирала його очільників. 
Виник на початку 17 століття. З 1677 року на господарському сеймику обирали депутатів до Радомського скарбового Трибуналу.